# Cathartornis
A Cathartornis a madarak (Aves) osztályának újvilági keselyűalakúak (Cathartiformes) rendjébe, ezen belül a Teratornithidae családjába tartozó fosszilis nem.

## Tudnivalók
A Cathartornis a Teratornithidae nevű madárcsalád egyik korai képviselője. Ez a fosszilis madár, melyből egyébként egy faj került elő, az úgynevezett Cathartornis gracilis L. H. Miller, 1910, csak néhány csontból ismert. A kutatók még nem tudták meg, hogy a Cathartornis 23 millió évvel ezelőtt a miocénben, vagy 10 ezer éve a pleisztocén időszak végén élt. A kevés maradványt 1910-ben Loye H. Miller amerikai paleontológus és zoológus írta le.
A Cathartornis gracilis igen hasonlít a kaliforniai La Brea kátránytóban talált Teratornis merriamira, azonban az utóbbinál karcsúbb, talán kisebb volt. Valószínűleg innen ered a fajneve, a gracilis.

## Fordítás
- Ez a szócikk részben vagy egészben  a   Cathartornis című angol Wikipédia-szócikk ezen változatának fordításán alapul.  Az eredeti cikk szerkesztőit annak laptörténete sorolja fel. Ez a jelzés csupán a megfogalmazás eredetét és a szerzői jogokat jelzi, nem szolgál a cikkben szereplő információk forrásmegjelöléseként.